# Podhruszany
Podhruszany, Podgruszany (biał. Падгрушаны; ros. Подгрушаны) – wieś na Białorusi, w obwodzie grodzieńskim, w rejonie zelwieńskim, w sielsowiecie Krzemienica.
W dwudziestoleciu międzywojennym miejscowość leżała w Polsce, w województwie białostockim, w powiecie wołkowyskim, w gminie Krzemienica. 16 października 1933 utworzyła gromadę Podbołocie w gminie Krzemienica. Po II wojnie światowej weszła w struktury ZSRR.